# (8277) Machu-Picchu
(8277) Machu-Picchu es un asteroide perteneciente al cinturón de asteroides descubierto el 8 de abril de 1991 por Eric Walter Elst desde el Observatorio de La Silla, Chile.

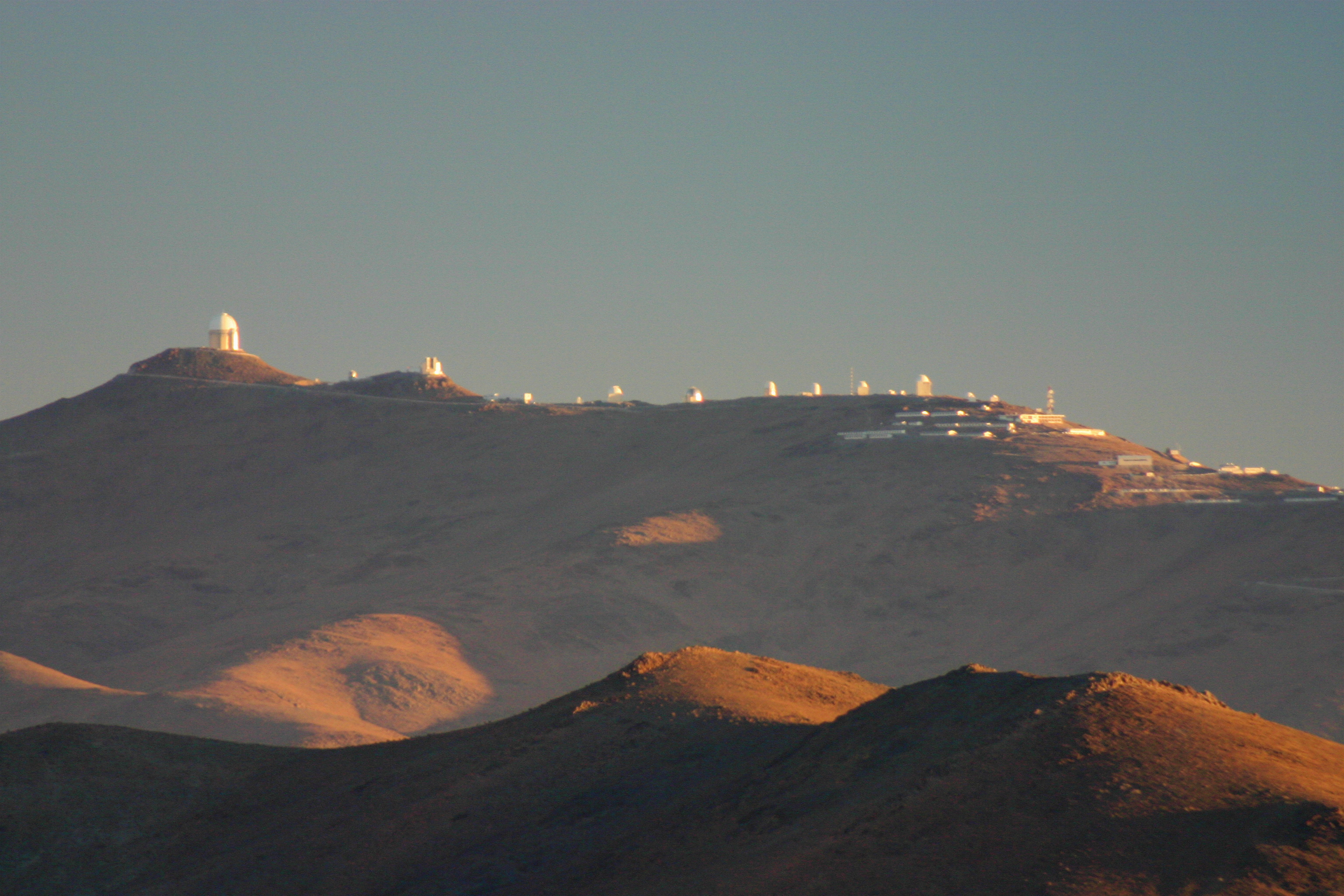
Observatorio de La Silla desde el que se descubrió el asteroide.

## Designación y nombre
Designado provisionalmente como 1991 GV8. Fue nombrado Machu-Picchu en homenaje a Machu-Picchu, traducido del quechua como "vieja montaña", está ubicado a 2350 metros de altura, es el sitio de antiguas ruinas incas a unos 80 km al noroeste de Cuzco. Cuando redescubrió las ruinas precolombinas casi intactas, Hiram Bingham pensó que había encontrado la "ciudad perdida de los incas", pero el estilo del edificio sugiere que era el palacio de Pachacuti Inca Yupanqui.

## Características orbitales
Machu-Picchu está situado a una distancia media del Sol de 2,435 ua, pudiendo alejarse hasta 2,623 ua y acercarse hasta 2,246 ua. Su excentricidad es 0,077 y la inclinación orbital 2,067 grados. Emplea 1387,86 días en completar una órbita alrededor del Sol.

## Características físicas
La magnitud absoluta de Machu-Picchu es 14,7. Tiene 6,988 km de diámetro y su albedo se estima en 0,054. 